# Lagoaça
Lagoaça is een plaats (freguesia) in de Portugese gemeente Freixo de Espada à Cinta en telt 497 inwoners (2001).